# Петров, Игорь Романович
Игорь Романович Петров (род. 20 апреля 1969, Йошкар-Ола) — автор работ по истории коллаборационизма на территории СССР в годы Второй мировой войны, а также исследований архивов эмиграции «второй волны».

## Биография
Окончил Московский физико-технический институт (1994). В 1993 и 1995 гг. опубликовал две книги стихов, печатался как поэт в журналах «Знамя» и «Континент», на рубеже веков активный участник литературных объединений в Интернете (в том числе под руководством Александра Житинского).
С 2003 года живёт и работает в Мюнхене, в 2003—2021 гг. научный сотрудник Института радиотехники.
По его собственным словам, интерес к истории коллаборационизма возник в результате посещения по воскресеньям мюнхенской библиотеки, где он обнаружил множество неизвестных в бывшем СССР материалов по истории оккупации СССР. Позднее занялся архивными исследованиями, в том числе анализом материалов Гарвардского проекта по интервьюированию «перемещенных лиц». Интерес к этим интервью возникал и раньше, однако Петров впервые смог идентифицировать ряд респондентов Гарвардского проекта, показав и возможность такой идентификации, и методику её проведения.
Историко-архивные исследования Петрова публиковались на «Радио «Свобода»» (в рубрике «Мифы и репутации» цикла передач И. Толстого «Поверх барьеров») и в ряде других русскоязычных и англоязычных изданий. Ему удалось восстановить факты биографий множества коллаборационистов, в том числе считавшихся погибшими в СССР, но продолживших жить в эмиграции под новыми именами. Установил личности идеолога власовского движения М. Зыкова, а также исследовал роль почвоведа Х. Бейтельшпахера в массовых убийствах советского населения.

## Публикации

### Коллективные монографии
- The Soviet Union // Joining Hitler’s Crusade : European Nations and the Invasion of the Soviet Union 1941. (англ.) / Edited by David Stahel. — Cambridge: Cambridge University Press, 2017. — P. 369—426. — ISBN 978-1-316-64974-9. — doi:10.1017/9781108225281.

### Научные переводы, комментарии, публикации
- Политический дневник Альфреда Розенберга, 1934—1944 гг. / Под ред. И. Петрова; Пер. с немецк. С. Визгиной, И. Петрова; Коммент. С. Визгиной, А. Дюкова, В. Симиндея, И. Петрова; Предисл. А. Дюкова; сопр. ст. И. Петрова. — М.: Фонд «Историческая память». Ассоциация книгоиздателей «Русская книга», 2015. — 448 с.
- «Свержение коммунизма возможно только с немцами…»: письмо и интервью Фарида Капкаева / Бэйда О., Петров И. // История отечественной коллаборации: материалы и исследования. М., 2017. С. 181—220
- Заметки о войне на уничтожение. Восточный фронт 1941—1942 гг. в записях генерала Хейнрици / под ред. Й. Хюртера; пер. с нем., предисловие к рус. изд., коммент. О. И. Бэйды, И. Р. Петрова. — СПб.: Издательство Европейского университета в Санкт-Петербурге, 2018. — 328 с.
- «Глубокоуважаемый товарищ Абрамович»: письма Р. Н. Александрова Р. А. Абрамовичу // Дипийцы: исследования и материалы / Отв. ред. П. А. Трибунский. М.: Дом русского зарубежья им. А. Солженицына, 2020.
- «Повсюду распространил слух, что я ничего не добился»: переписка В. Бискупского с А. Розенбергом // Пособники: исследования и материалы по истории отечественного коллаборационизма. / Сост: Д. А. Жуков, И. И. Ковтун. М.: Пятый Рим, 2020, С. 307—381.
- «Национальная Россия для нас опаснее, чем большевистская…»: Неизвестная филиппика Адольфа Гитлера / О. Бэйда, И. Петров // Историческая экспертиза. 2021. № 4(29).

### Научные статьи
- «И дух Ленина исчез с очень странным звуком»: учреждение «Винета» и нацистская радиопропаганда против СССР // Неприкосновенный запас. Дебаты о политике и культуре. № 108 (4/2016).
- От звезды к свастике: история Карла Лева-Альбрехта // Неприкосновенный запас. № 116 (6/2017).
- История одной попытки. Мюнхенский журнал Литературный Современник в 1951-55 гг. // Литература в системе культуры. К семидесятилетию профессора И. В. Кондакова. / Ред.-сост. А. Баранов, А. Мартынов. М.: АСОУ, 2017.
- «Все самочинцы произвола…»: подлинная биография Сергея Таборицкого // Неприкосновенный запас. — 2018. — № 6 (122). — С. 162—189. Архивировано 18 июля 2018 года.
- Самая крупная шпионская афера Второй мировой войны? «Донесения Макса» и их контекст // Спецслужбы Третьего рейха. Неизвестные страницы (Сост. А. Колпакиди). М.: Вече, 2018. C. 437—470.
- Оборона Брестской крепости в 1939 году и свидетельство капрала Яна Самосюка //Историческая экспертиза. 2019. № 4(21).
- Против Сталина и Власова. История Михаила Самыгина / И. Петров, П. Трибунский // Рязанская старина. 2009—2018 / Сост. А. О. Никитин, П. А. Трибунский. Рязань: П. А. Трибунский, 2019. Вып. 7-16. С. 214—241.
- Люди на войне / О. Бэйда, И. Петров // Неприкосновенный запас. Дебаты о политике и культуре. № 3 (137) 2021. С. 29-37
- Stakeholders, Hangers-On, and Copycats: the Russian Right in Berlin in 1933 / Oleg Beyda and Igor Petrov //Institute for European, Russian, and Eurasian Studies — The George Washington University. lliberalism Studies Program Working Papers no. 6, April 2021
- Rites of Janus: The Educated Life and Crimes of Dr Hans Beutelspacher / Oleg Beyda and Igor Petrov // Mètode Science Studies Journal (University of Valencia), Vol. 14, No. 118 (2023)
- Кровь и почва: две жизни доктора Бейтельшпахера / Бэйда О., Петров И. // Неприкосновенный запас. Дебаты о политике и культуре. № 3 (155) 2024 с. 3-29

- Darkness over Illion или Загадка странствующего философа // academia.edu
- Непростая история Степана Кашурко // academia.edu

### Популярные исторические статьи
- Петров И. Виктор Луи глазами солагерника. Из воспоминаний Эриха Франца Зоммера. colta.ru (7 декабря 2020). Архивировано из оригинала 2020 года.
- Петров И. Pulp non-fiction, или Бурная жизнь Отто Винценца Ципко. colta.ru (5 апреля 2021). Архивировано из оригинала 2021 года.
- Бэйда О., Петров И. «Я приказал не вешать партизан ближе, чем в ста метрах от моего окна». История одного нациста. republic.ru (8 января 2021). Архивировано из оригинала 2021 года.
- Oleg Beyda and Igor Petrov. Scientist and killer: A split life (англ.). Pursuit of knowledge (University of Melbourne) (4 января 2021). Архивировано 2021 года.
- Петров И. О чём рассказала открытка // Берлин.Берега. — Берлин, 2023. — № 16 (1). — С. 142—148.

### Транскрипты радиопередач
Ряд историко-биографических исследований были опубликованы на «Радио Свобода» в цикле передач И. Толстого «Поверх барьеров» (в рубрике «Мифы и репутации»):
- Бэйда О., Петров И. «Прыгнем хорошо!» В поисках подполковника Тарасова. svoboda.org (5 ноября 2023). — персонаж: Н. Е. Тарасов. Архивировано 29 марта 2024 года.
- Петров И. Вычисляя Трахтенберга. svoboda.org (2 июля 2023). — персонаж: Я. Г. Трахтенберг. Архивировано 13 июля 2023 года.
- Петров И. Лица Бориса Ольшанского. svoboda.org (14 мая 2023). — персонаж: Б. Н. Ольшанский (1910—1958). Архивировано 14 сентября 2023 года.
- Гаврилов П., Петров И. Загадочный Ахмед Амба. svoboda.org (6 марта 2023). — персонаж: А. Бигеев (Ахмед Амба, А. М. Биги; 1912—1994). Архивировано 10 октября 2023 года.
- Петров И. Склеивая историческую картину. Попытка портрета Артура Бая. svoboda.org (10 января 2023). — персонаж: А. Бай (А. Волгин, Волков, Artur Bay; 1908—1992). Архивировано 12 января 2023 года.
- Петров И. Первый власовский летописец. Судьба Михаила Самыгина. svoboda.org (13 ноября 2022). — персонаж: М. М. Самыгин (Афанасий Чайкин, Михаил Китаев; 1915—1964). Архивировано 12 сентября 2024 года.
- Петров И. Между антибольшевизмом и Гитлером. Уточняя биографию Ивана Ильина. svoboda.org (17 октября 2022). — персонаж: И. А. Ильин (Julius Schweichert, Alfred Normann; (1883—1954). Архивировано 26 сентября 2024 года.
- Петров И. Профессор Сошальский? Ничуть нет. svoboda.org (18 сентября 2022). — персонаж: Д. П. Кончаловский (Дмитрий Сошальский, Дмитрий Степанов; (1878—1952). Архивировано 20 сентября 2024 года.
- Бэйда О., Петров И. В овечьей шкуре. Вторая жизнь добропочтенного ученого. svoboda.org (18 июля 2022). — персонаж:  Х. Бейтельшпахер (1905—1984). Архивировано 9 октября 2023 года.
- Петров И. Идейные похождения Доктора Грегора. svoboda.org (5 июня 2022). — персонаж:  Г. В. Шварц-Бостунич (1883 — после марта 1945). Архивировано 8 сентября 2024 года.
- Петров И. Хлестаков заговорил. svoboda.org (2 мая 2022). — персонаж:  Н. А. Соколовский (Николай Горчаков, Эрик Ингобор, Иван Иванов, Н. Волков; 1902 — середина 1980-х). Архивировано 21 декабря 2022 года.
- Петров И. Файнштейн, фон Штейн, Пивенштейн. В немецком концлагере. svoboda.org (21 февраля 2022). — персонаж:  М. Г. Файнштейн (Макс фон Штейн; 1906 — ок. 1945). Архивировано 14 января 2024 года.
- Петров И. В поисках Сабика-Вогулова. svoboda.org (17 января 2022). — персонаж:  В. Ф. Южаков (Сабик-Вогулов, Владимир Петровский; 1903—1968). Архивировано 10 октября 2023 года.
- Петров И. На свете нравственном загадка. svoboda.org (15 ноября 2021). — персонаж:  М. А. Зыков (Эмиль Ярхо, Николай Ярко, Милетий Зыков; 1898—1944). Архивировано 12 сентября 2024 года.
- Петров И. Игра в Макса и Морица. svoboda.org (24 октября 2021). — персонаж:  Л. Ф. Ира  (Илья Ланг; 1896—1987). Архивировано 21 декабря 2022 года.
- Петров И. Куда закатился коллабок? svoboda.org (6 сентября 2021). — персонаж:  Н. Г. Сверчков  (Николай Рогалев-Гирс; 1898—1972). Архивировано 29 сентября 2023 года.
- Петров И. Струя сельтерской, или Лже-Маклаков. svoboda.org (4 марта 2024). — персонаж:  Н. А. Маклаков  (1879—1945). Архивировано 18 июня 2024 года.
- Петров И. Судьба другого Виктора Луи, не менее загадочного. svoboda.org (4 августа 2024). — персонаж:  В. Г. Луи (1928—1992). Архивировано 1 октября 2024 года.
- Петров И. Судьба русского Квислинга. svoboda.org (16 июня 2024). — персонаж:  В. Валюженич (Волошин, Берг; 1907—после 1972). Архивировано 10 ноября 2024 года.
- Петров И. «Правда о религии» как пропаганда и контрпропаганда. svoboda.org (26 января 2025). — персонаж: Георгий Павлович Брюшвейлер; тема: сборник «Правда о религии в России» (1942). Архивировано 30 января 2025 года.

### Поэзия
- Мне кажется, что я… Книга стихов. — Москва, «Николь», 1993.
- В Царстве Тающих Льдин. Книга стихов. — Йошкар-Ола, 1995.
- Подборка стихов «На прекрасных цепях» // Континент, N 89, 1996.
- Подборка стихов «Тиха Варфоломеевская ночь» // Знамя, N 12, 1996.
- Подборка стихов «Когда ты придёшь» // Континент, N 93, 1997.
- Поэма «Календарь» // Другие берега, N 9-10, 1997.
- Отрывок из поэмы «Почта до востребования» // Магазин, N 34, 1998.
- Поэма «Почта до востребования» // Альманах «СТЕРН», N 2. — СПб: «Геликон Плюс», 1999.
- Подборка «Из новых стихов» // Континент, N 108, 2001.
- Семь шкур. Книга стихов. — СПб: «Геликон Плюс», 2001.

### Юмористическая проза
- Ежедневник прогрессивного мыслителя. — СПб: «Геликон Плюс», 2005. — 224 с. — ISBN 5-93682-199-4